# Bryophagus gloeocapsa
Bryophagus gloeocapsa är en lavart som beskrevs av Nitschke ex Arnold. Bryophagus gloeocapsa ingår i släktet Bryophagus och familjen Gyalectaceae.   Inga underarter finns listade i Catalogue of Life.